# Аведон, Ричард
Ричард Аведон (англ. Richard Avedon, 15 мая 1923 — 1 октября 2004) — американский фотограф, мастер документальной и модной фотографии.

## Биография
Родился в Нью-Йорке в еврейской семье; его предки эмигрировали из России в конце XIX века. Когда фотографу было 10 лет, он сделал первый портрет композитора Рахманинова, который жил по соседству. Учился в Колумбийском университете, но через год оставил учёбу. В 1944—1950 годах учился в школе фотографии Алексея Бродовича, арт-директора журнала Harper’s Bazaar. В 1946 году основал собственную студию, работал в журнале Harper’s Bazaar. В 1966 году начал работать штатным фотографом Vogue, где работал до 1990 года.
С 1944 по 1949 год был женат на будущей актрисе по имени Доркас Мари Науэлл (1925—2011) — именно он настоял на смене имени своей молодой жене, поэтому на всю жизнь она осталась известна как До Аведон. В 1949 году брак был аннулирован.
В 1959 году был опубликован его первый фотоальбом «Наблюдения» (Observations) с предисловием Трумена Капоте.
Аведон считался признанным мастером портретной съемки. Его работы позволяли увидеть потаенные грани личности людей — от всемирно знаменитых до неизвестных. Его фотографические полотна большого формата, включающие портреты членов «Уорхал фабрики», «Семьи Гинзберга» и «Совета Миссии», — значительные вехи в истории фотографии. В 1960-х годах фотографировал участников Движения за гражданские права, Антивоенного движения. Эти фотографии вошли в альбом «Avedon: The Sixties» наряду с фотопортретами Битлз, Дженис Джоплин, Фрэнка Заппа, Энди Уорхола, модели Твигги. У Ричарда были многочисленные выставки, включая ретроспективную выставку портретов в 1970 году в институте искусств в штате Миннеаполис. В 1974 году в Музее современного искусства в Нью-Йорке прошла выставка «Аведон: фотографии 1947—1977 гг.» В 1976 году вышел альбом «Семья» (The Family) с портретами представителей правительственной и деловой элиты. Альбом состоял из 69 черно-белых фотографий, на которых были Джордж Буш, Генри Киссинджер, Рональд Рейган, Дональд Рамсфельд, а также члены семьи Кеннеди и Рокфеллеров. «Семья» была выставлена в Музее Метрополитэн в Нью-Йорке. В университетском музее искусств в Беркли прошла выставка «Аведон 1946—1980», а в Техасе в музее Амона Картера состоялась выставка «На американском Западе» в 1985 году.
Серия фотографий «Американский Запад» (In the American West) о простых американцах — шахтёрах, нефтяниках, безработных была создана Аведоном в 1979—1984 годах. Он объездил 17 штатов и 189 городов США. Отмечая падение Берлинской стены, Аведон фотографировал ликующую толпу в конце 1989 года.
С 1992 года начал работать в еженедельнике The New Yorker. В 1994 году в Музее американского искусства Уитни состоялась ретроспективная выставка работ фотографа.
Творчество Ричарда Аведона часто вызывало смешанные чувства. К примеру, альбом «Американский Запад» деятели искусства подвергли серьёзной критике сразу по его выходе. Признание этот альбом получил спустя долгие годы.
Скончался Ричард Аведон в больнице от кровоизлияния в мозг 1 октября 2004 года на 82 году жизни.

## Известные фотоработы
- Элиза Даниелс и уличные актёры. Париж, Марэ, 1947.
- Чарли Чаплин. Нью-Йорк, 1952.
- Модель Довима и слоны, 1955.
- Мэрилин Монро, 1957.
- Робин Таттерсейл и Сюзи Паркер, 1957
- Прыгающая девушка с зонтиком. Творческий диалог с фотографом Мартином Мункачи (Martin Munkacsi), 1957
- Хореограф Killer Joe Piro. Нью-Йорк, 1962
- Дуайт Эйзенхауэр, 1964.
- Битлз, 1967.
- Верушка. Нью-Йорк, 1967.
- Твигги, 1968.
- Настасья Кински, 1981.
- Пасечник Рональд Фишер. Калифорния, Davis, 1981.
- Фотосессия группы Megadeth для оформления альбома Youthanasia (процесс запечатлен на видео о создании альбома (Evolver: making of Youthanasia) , 1994.
- Календарь Пирелли, 1997
- Кутюрье Джон Гальяно. Нью-Йорк, 1999.

## Фотоальбомы
- 1959 — Observations
- 1964 — Nothing Personal
- 1973 — Alice in Wonderland
- 1976 — Portraits
- 1978 — Portraits 1947—1977
- 1985 — In the American West
- 1993 — An Autobiography
- 1994 — Evidence
- 1999 — The Sixties
- 2001 — Made in France
- 2002 — Richard Avedon Portraits
- 2005 — Woman in the Mirror
- 2008 — Performance